# Pedro Passos Coelho
Pedro Passos Coelho (* 24. července 1964, Coimbra) je portugalský ekonom, politik a předseda středopravicové Sociálně demokratické strany Portugalska. Od 24. června 2011 do 24. listopadu 2015 byl portugalským premiérem. V minulosti byl v letech 1991 až 1999 poslancem portugalského parlamentu zvolený za Lisabon a členem zákonodárného sboru se stal znovu po předčasných volbách v červnu 2011.